# Amtsgericht Leutenberg
Das Amtsgericht Leutenberg war ein von 1879 bis 1923 bestehendes Gericht der ordentlichen Gerichtsbarkeit mit Sitz in der thüringischen Stadt Leutenberg.

## Geschichte
Anlässlich der Einführung des Gerichtsverfassungsgesetzes am 1. Oktober 1879 wurde im Fürstentum Schwarzburg-Rudolstadt ein Amtsgericht in Leutenberg errichtet, dessen Sprengel sich unverändert aus dem Bezirk des vorhergehenden Justizamtes Leutenberg ergab. Es war eines der 14 Gerichte, die dem Landgericht Rudolstadt nachgeordnet waren.
Die nach der Bildung des Landes Thüringen nötig gewordene Justizreform führte zum 1. Oktober 1923 zur Aufhebung des Gerichtes. Es wurde als Außenstelle des Amtsgerichtes Saalfeld weiterbetrieben.